# Leslie Austin
Pour les articles homonymes, voir Austin.
Leslie Austin est un acteur britannique né le 21 novembre 1885 à Londres (Royaume-Uni), mort en mai 1974.

## Filmographie partielle
- 1915 : Her Reckoning : Dick Leslie
- 1916 : The City of Failing Light : secrétaire de Gray
- 1916 : The Voice in the Night
- 1916 : The Greater Wrong
- 1917 : A Man and the Woman de Herbert Blaché et Alice Guy : James Duncan
- 1917 : The Auction of Virtue : Jerry
- 1917 : The Final Payment : Neccola
- 1917 : Two Little Imps : Billy Parke
- 1917 : The Courage of the Common Place : Johnny McLean
- 1918 : Mrs. Dane's Defense de Hugh Ford : Lionel Carteret
- 1918 : Vie d'artiste (A Woman of Impulse) de Edward José : Dr. Paul Spencer
- 1918 : American Buds : Capitaine Bob Dutton
- 1918 : Caught in the Act : Langdon Trevor
- 1919 : Marie, Ltd. : Blair Carson
- 1919 : My Little Sister : Eric
- 1920 : Docteur Jekyll et M. Hyde de John S. Robertson : Danvers Carew
- 1920 : Democracy: The Vision Restored : John Fortune
- 1921 : The Silver Lining (en) de Roland West : Robert Ellington
- 1921 : Cousin Kate : rév. James Bartlett
- 1921 : Reckless Wives : George Cameron
- 1922 : Tense Moments from Opera : Lionel (segment Martha)
- 1922 : Martha : Lionel
- 1922 : La Reine de New-York (The Darling of the Rich) : Mason Lawrence
- 1923 : The Governor's Lady (en) de George Melford : Robert Hayes
- 1923 : Jamestown d'Edwin L. Hollywood : John Rolfe
- 1923 : Vincennes d'Edwin L. Hollywood : George Rogers Clark
- 1924 : Let Not Man Put Asunder : Harry Vassall
- 1924 : La Danseuse masquée (The Masked Dancer) de Burton L. King : Robert Powell
- 1924 : Sandra : rév. William J. Hapgood
- 1925 : The Unknown Lover : Fred Wagner
- 1930 : Young Man of Manhattan de Monta Bell : Dwight Knowles